# پلوئیدی

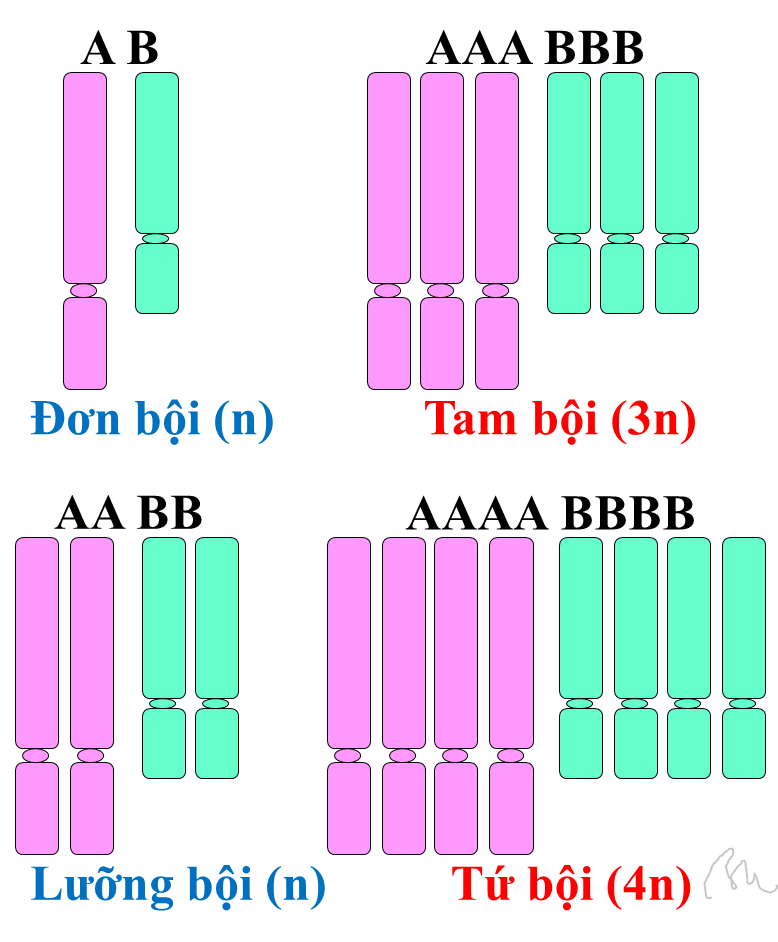
دستگی یا پلوئیدی

دستگی یا پلوئیدی (به انگلیسی: Ploidy) در ژنتیک به تعداد سری‌های کروموزوم‌ها گفته می‌شود که با هم جور هستند که این کروموزوم‌های جور را، به ویژه در برخی از مرحله‌های تقسیم یاخته، در کنار هم می‌توان یافت.

## انواع تغییر تعداد در کروموزوم‌ها

### مونوپلوئید (Monoploid)
تعداد کروموزوم‌های موجود در هر سری کامل از کروموزوم‌های هر جاندار را "عدد مونوپلوئید" می‌نامند و آن را با حرف x نشان می‌دهند.{Homo sapiens(x)=۲۳}
& {۴=(x)Drosophila melanogaster}
برای تعیین عدد مونوپلوئید هر جاندار کروموزوم‌های همولوگ آن یکبار شمارش می‌شوند یا در صورت هاپلوئید بودن آن، همان تعداد کروموزوم‌ها مدنظر است. (همیشه اینطور نیست، در قسمت پایینتر بیشتر توضیح داده شده‌است)

### یوپلوئید (Euploid)
به جاندارانی می‌گویند که تعداد کروموزوم‌های آنها مضرب صحیح عدد مونوپلوئید آنها باشد.
مثلاً یوکاریوت‌ها که معمولاً یک یا دو سری کروموزومی دارند یا به بیانی دیگر هاپلوئید یا دیپلوئید می‌باشند.

### هاپلوئید (Haploid)
عدد هاپلوئید، به تعداد کروموزوم‌های موجود در گامت هر فرد می‌گویند و آن را با حرف n نشان می‌دهند. {۲۳=(n)Homo sapiens}
در مورد یک جاندار دیپلوئید، عدد مونوپلوئید و هاپلوئید می‌تواند یکسان باشد؛ {۲۳=(n)Homo sapiens(x)=Homo sapiens} اما همیشه این مسئله برقرار نیست؛ مثلاً گندم گیاهی هگزاپلوئید است (6x=۴۲) پس عدد مونوپلوئید آن برابر با (۴۲/۶) ۷ است ولی تعداد کروموزوم‌های آن در گامت (عدد هاپلوئید آن) برابر با (۴۲/۲) ۲۱ است.

### دیپلوئید (Diploid)
به سلولی که دارای دو دستهٔ کروموزومی باشد (پیشوند دی به معنای دو)، سلول دیپلوئیدی گفته می‌شود.
این دسته، شاخه ای از دسته یوپلوئیدها است.

### پلی پلوئید (Polyploid)
به جانداران یوپلوئیدی ای می‌گویند که بیش از 'دو سری کروموزوم (دیپلوئید)' دارند.
تریپلوئید(3x)، تتراپلوئید(4x) ، پنتاپلوئید(5x)، هگزاپلوئید(6x) و…

### آنیوپلوئید (aneuploid)
به جاندارانی می‌گویند که تعداد کروموزوم‌های آنها با حالت طبیعی آنها متفاوت است که می‌تواند در ادامه ناهنجاری‌های متعددی را شامل شود.
این تفاوت در یک سری کامل نیست؛ برای مثال اگر کروموزوم شمارهٔ ۲۱ به جای دونسخه، سه نسخه در هر سلول وجود داشته باشد این فرد دارای (۴۶+۱) ۴۷ کروموزوم خواهد بود و به سندروم داون مبتلا خواهد شد.
پس تغییرات در تعداد کروموزوم این فرد در یک کروموزوم بود نه در یک سری کامل کروموزوم.
به این حالت غیرطبیعی ۴۷ کروموزومه بودن فرد (در این مثال) جاندار آنیوپلوئیدی می‌گویند.
- دکتر نام‌آور، حمید: دکتر ضرابی، محمد جواد. فرهنگ پزشکی دورلند. انتشارات یادواره کتاب، ۱۳۸۲.
- ژنتیک از دیدگاه حل مسئله؛ دکتر ساسان امینی

ISBN 964-5543-28-2